# Episodi di Instant Star (quarta stagione)
La quarta stagione di Instant Star è stata trasmessa negli Stati Uniti dal 2 giugno al 26 giugno 2008, mentre in Canada dall'8 giugno al 31 agosto dello stesso anno. In Italia la quarta stagione della serie è in onda su Italia 1 intorno alle ore 6:30 dal 25 maggio 2011 (più precisamente nella notte tra il 24 e il 25 maggio).
L'episodio 2 è stato trasmesso con i primi due minuti tagliati, mentre è stato saltato l'episodio 11, previsto per la notte tra il 30 e il 31 maggio; al suo posto è stato replicato l'episodio 3x13. La quarta e ultima stagione è stata ritrasmessa dal 3 all'11 settembre 2012 dal lunedì al venerdì alle 16:30 su La 5 che ha trasmesso anche l'episodio 3x11 in prima visione l'11 settembre 2012.
| nº | Titolo originale            | Titolo italiano         | Prima TV USA   | Prima TV Canada | Prima TV Italia   |
| -- | --------------------------- | ----------------------- | -------------- | --------------- | ----------------- |
| 1  | Your Time Is Gonna Come     | Come la prima volta     | 2 giugno 2008  | 8 giugno 2008   | 25 maggio 2011    |
| 2  | She Drives Me Crazy         | Lei mi fa impazzire!    | 3 giugno 2008  | 15 giugno 2008  | 25 maggio 2011    |
| 3  | Changes                     | Cambiamenti             | 4 giugno 2008  | 22 giugno 2008  | 25 maggio 2011    |
| 4  | Us and Them                 | Noi e loro              | 5 giugno 2008  | 29 giugno 2008  | 26 maggio 2011    |
| 5  | We Belong                   | Torna presto, Tommy!    | 10 giugno 2008 | 6 luglio 2008   | 26 maggio 2011    |
| 6  | My Hometown                 | Non ti merito           | 11 giugno 2008 | 13 luglio 2008  | 27 maggio 2011    |
| 7  | Not An Addict               | Il nuovo album          | 12 giugno 2008 | 20 luglio 2008  | 27 maggio 2011    |
| 8  | Brilliant Mistake           | Un passo indietro       | 17 giugno 2008 | 27 luglio 2008  | 27 maggio 2011    |
| 9  | Possession                  | Fine di un amore        | 18 giugno 2008 | 3 agosto 2008   | 28 maggio 2011    |
| 10 | Every Breath You Take       | È solo un reality!      | 19 giugno 2008 | 10 agosto 2008  | 28 maggio 2011    |
| 11 | She Walks On Me             | Lo spot di Jude e Tommy | 24 giugno 2008 | 17 agosto 2008  | 11 settembre 2012 |
| 12 | Gimme Gimme Shock Treatment | Terapia di gruppo       | 25 giugno 2008 | 24 agosto 2008  | 31 maggio 2011    |
| 13 | London Calling              | Io sono una Rock Star!  | 26 giugno 2008 | 31 agosto 2008  | 31 maggio 2011    |

## Come la prima volta
- Titolo originale: Your Time Is Gonna Come
- Diretto da: Graeme Campbell
- Scritto da: Emily Andras

Jude è finalmente felice: è padrona della sua musica, ha fatto la sua scelta (Tommy); ma i guai tornano a bussare alla sua porta nelle vesti di Darius, che le ricorda il suo contratto con la G-Major. Proprio qui, incontra una delle ex di Tommy, un'attrice in procinto di dedicarsi alla carriera musicale. Da quel momento, è tormentata da visioni di ex fiamme del suo ragazzo e cerca in ogni modo di fare in modo che la loro prima volta sia veramente speciale. Intanto Karma e Speed stanno per diventare protagonisti di un reality sulla loro vita di neo-sposi, che comprende anche una lussuosa cerimonia pagata dalla produzione; Karma è però infelice, perché si rende conto di non avere una vera amica. In suo aiuta correrà Sadie.
- Guest star: Craig Warnock (Paegan Smith), Christopher Gaudet (Wally), Kristi Angus (Cassandra), Ian Blackwood (Kyle), Cle Bennett (produttore del reality show).
- Canzone dell'episodio: Alexz Johnson - Ultraviolet
- Riferimento del titolo: il titolo fa riferimento all'omonima canzone dei Led Zeppelin.

## Lei mi fa impazzire!
- Titolo originale: She Drives Me Crazy
- Diretto da: Graeme Campbell
- Scritto da: Tracey Forbes

Karma e Speed stanno per sposarsi (di nuovo) e Jude, testimone al matrimonio, non sa quale canzone cantare per celebrare le nozze del suo amico. Intanto la "timida sposina" porta Speed a far conoscere i suoi genitori, che la mettono però in imbarazzo, mentre il padre di Speed non ne vuole sapere di partecipare al matrimonio del figlio. Anche Jude ha delle opinioni contrastanti sull'imminente unione, ma quando ne parla a Speed non fa che litigare con lui. Al matrimonio Karma, su invito del produttore del reality, litiga con Speed perché egli non ha insistito per invitare il padre, col risultato di rischiare l'annullamento del matrimonio. Fortunatamente Speed la perdona e i due si sposano. Al matrimonio, Jamie, vedendo Jude e Tommy insieme e felici, si ubriaca e si fa cacciare. Karma e Speed si promettono di dedicarsi un momento delle loro giornate nell'unico posto della loro casa dove non ci sono telecamere (un guardaroba) per dirsi tutto quello che non si sono detti finora.
- Guest star: Craig Warnock (Paegan Smith), Christopher Gaudet (Wally), Ian Blackwood (Kyle), Cle Bennett (produttore del reality show), David Petrie (padre di Karma), Mung-Ling Tsui (madre di Karma), Howard Hoover (padre di Spiederman).
- Canzone dell'episodio: Alexz Johnson - Deeper
- Riferimento del titolo: il titolo fa riferimento all'omonima canzone dei Fine Young Cannibals.

## Cambiamenti
- Titolo originale: Changes
- Diretto da: Pat Williams
- Scritto da: Emily Andras

Stuart parte per lavoro e Jude e Sadie decidono di organizzare una festa in casa coi loro amici. Jude sta male quando vede che Jamie ha fatto una festa per Speed a casa sua senza invitarla, ma lei lo invita lo stesso alla sua. Karma è scontenta perché nessuno vuole stare con lei (sempre seguita dalle telecamere) per evitare di essere ripresi nel reality, così il produttore dello show le fa indossare una telecamera nascosta e la manda alla festa di Jude. Ma qui, per divertirsi con Speed, perde la collana con la telecamera e viene ripresa mentre si scioglie e balla con Speed. Jamie bacia Jude, ma lei lo schiaffeggia e lui non ne può più: ormai non possono più essere amici.
- Guest star: Craig Warnock (Paegan Smith), Christopher Gaudet (Wally), Ian Blackwood (Kyle), Cle Bennett (produttore del reality show).
- Canzone dell'episodio: Tyler Kyte - Remind Yourself
- Riferimento del titolo: il titolo fa riferimento all'omonima canzone di David Bowie.

## Noi e loro
- Titolo originale: Us and Them
- Diretto da: Pat Williams
- Scritto da: Jeremy Boxen

Jude e Tommy vengono fotografati da un paparazzo nel bagno di un ristorante mentre sono in atteggiamento intimo e Jude, per cancellare la foto, rompe il telefono del paparazzo. Jamie e Paegan stanno costruendo il loro studio di registrazione nella cantina di Jamie, e una ragazza misteriosa, Zeppelin, si presenta per aiutarli. Ad un talk show Jude si scatena per la felicità, rendendo pubblica la sua relazione con Tommy. Così non fa altro che attirare uno stormo di paparazzi davanti a casa sua. Mentre cerca di sfuggire loro, ne investe per sbaglio uno, ma quando egli continua a fotografarla, lei gli dà un colpo sulla gamba ferita, venendo riprese da tutte le telecamere presenti. È il caos: ormai è seguita ovunque, e un giorno trova rifugio nel negozio musicale di Megan, una ragazza che gli racconta come "Skin" l'abbia risollevata dopo aver rotto col suo ragazzo. Alla fine, Jude affronta i paparazzi e partecipa allo spettacolo con dei bambini, a cui non poteva andare per via dei fotografi. Intanto Paegan scopre che Zeppelin è in realtà sua figlia, venuta per conoscere suo padre che non ha mai visto.
- Guest star: Craig Warnock (Paegan Smith), Kristin Fairlie (Megan), Tatiana Maslany (Zeppelin), Christopher Gaudet (Wally), Ian Blackwood (Kyle).
- Canzone dell'episodio: Alexz Johnson - Perfect
- Riferimento del titolo: il titolo fa riferimento all'omonima canzone dei Pink Floyd.

## Torna presto, Tommy!
- Titolo originale: We Belong
- Diretto da: Pat Williams
- Scritto da: Tracey Forbes

Jude e Tommy vengono convinti a partecipare come giudici alla quarta edizione della competizione "Instant Star". Tommy mostra a Jude due moto che cadono a pezzi: vuole che loro le riparino assieme; poi si recano alla G-Major, dove vengono assaliti dai partecipanti al concorso. Tra questi, una in particolare sembra una promessa: Blue. Tommy riceve una telefonata e da quel momento si comporta in modo strano con Jude, arrivando quasi ad insultare un concorrente di Instant Star. Jamie convince Zeppelin a lavorare alla G-Major come spia: il suo compito sarà spiare e cercare di attirare alla sua casa discografica delle nuove promesse. Jude scopre che Tommy deve tornare a casa perché sua madre sta male e decide di andare con lui, ma quando lui rifiuta litigano. Solo al momento della partenza si riconcilieranno, e Jude gli regala un cd con una canzone da lei registrata, dicendogli di ascoltarla ogni giorno.
- Guest star: Craig Warnock (Paegan Smith), Tatiana Maslany (Zeppelin), Cassie Steele (Blu), Christopher Gaudet (Wally), Ian Blackwood (Kyle).
- Canzone dell'episodio: Alexz Johnson - I Still Love You
- Riferimento del titolo: il titolo fa riferimento all'omonima canzone di Pat Benatar.

## Non ti merito
- Titolo originale: My Hometown
- Diretto da: Graeme Campbell
- Scritto da: Tracey Forbes

Jude non riesce a stare lontana da Tommy, così si reca a casa sua per aiutarlo con sua madre. All'inizio Tommy è riluttante, ma poi accetta, facendole conoscere i due fratelli e la cugina, e la madre ammalata. Alla G-Major, Darius ha i suoi tre finalisti: Blue, Milo e Kadijah. Invece Karma organizza a Speed la festa per il suo compleanno, ovviamente ripresa dalle telecamere, mentre Zeppelin inizia il suo lavoro da spia sui tre finalisti: Paegan e Jamie sono molto interessati a Blue...Jude e Tommy cantano ad una fiera paesana e i fratelli di Tommy lo prendono in giro per questo: in un bar, lui li prende a pugni e viene arrestato. Alla festa di Speed, Jamie porta Blue nel guardaroba e qui, dopo averle proposto un contratto, si baciano. Jude va a trovare Tommy in prigione, ma lui la manda via, scontroso; così, col cuore in pezzi, Jude torna a casa su un taxi.
- Guest star: Craig Warnock (Paegan Smith), Tatiana Maslany (Zeppelin), Cassie Steele (Blu), Christopher Gaudet (Wally), Ian Blackwood (Kyle).
- Canzone dell'episodio: Alexz Johnson & Luke McMaster - Here We Go Again
- Riferimento del titolo: il titolo fa riferimento all'omonima canzone di Bruce Springsteen.

## Il nuovo album
- Titolo originale: Not An Addict
- Diretto da: Graeme Campbell
- Scritto da: Shernold Edwards

Jude si concentra incessantemente sul suo terzo album, tanto da non lasciare lo studio neanche per dormire. Darius assegna a lei e a Karma i due finalisti rimasti (Blu ha accettato il contratto con Jamie), per aiutarli a scrivere una canzone per la finale. Così Jude deve dedicarsi a Milo, ma non gli presta molta attenzione, ossessionata com'è dalla sua musica. Zeppelin è attratta da Jamie, e chiede consiglio a Karma, che invita i due a cena, dandole consigli sul suo aspetto per far colpo. La cena sembra procedere bene, finché guardando un'anteprima del reality su Karma e Speed, Zeppelin non scopre quello che è successo nel loro guardaroba tra Jamie e Blue e se ne va ferita. Darius sente un'orchestra suonare in uno studio: è Jude che sta sperimentando nuovi suoni; così la caccia dallo studio, ma lei non si arrende e va da Jamie a registrare. Jude vi resta tutta la notte senza mangiare o dormire, Sadie non riesce a rintracciarla. Quando ormai ha registrato la canzone, Jude sviene e Jamie la porta a casa. Qui Jude spiega di concentrarsi tanto sulla sua musica perché ormai è l'unica cosa che gli è rimasta. Darius la avverte: questo album ha richiesto molti investimenti, e dovrà essere il miglior album che abbia mai registrato.
- Guest star: Craig Warnock (Paegan Smith), Tatiana Maslany (Zeppelin), Cassie Steele (Blu), Kyle Riabko (Milo), Samantha Somer Wilson (Kadijah), Cle Bennett (produttore del reality show), Christopher Gaudet (Wally), Ian Blackwood (Kyle).
- Canzone dell'episodio: Alexz Johnson - I Just Wanted Your Love
- Riferimento del titolo: il titolo fa riferimento all'omonima canzone dei K's Choice.

## Un passo indietro
- Titolo originale: Brilliant Mistake
- Diretto da: Philip Earnshaw
- Scritto da: Jeremy Boxen

È il giorno del rilascio del suo nuovo album, e Jude è molto eccitata, nonostante ricordi gli avvertimenti di Darius. Inoltre si scusa con Milo per aver trascurato di aiutarla con la sua canzone, e gli promette che lo farà ora che ha finito l'album. Darius scopre da Kwest che Blue è stata "rubata" da Jamie e pensa a come riportarla alla G-Major. Jude incontra Megan, che ha già ascoltato il suo nuovo album: è terribile, ma Jude non vuole starla a sentire. Così va con Milo in sala prove a suonare, e i due si scambiano un bacio. Vengono interrotti da una chiamata di Sadie: Darius ha ricevuto i primi risultati del nuovo album, e vuole vederla. Infatti Darius ha deciso che Jude non ha più obblighi con la G-Major, ha prodotto tre album, come da contratto, e ora questo contratto è finito e non ha intenzione di rinnovarlo. Mentre è a casa di Speed e la sua band a vedere la finale di Instant Star (Milo vince), ha un'idea: organizzare un concerto in diretta sul reality di Karma e Speed. Darius convince Paegan a lasciare la casa discografica di Jamie, il quale si infuria con Kwest, che sta passando una serata romantica con Sadie. Il concerto di Jude si rivela un insuccesso, perché capisce di aver messo troppo nella produzione dell'album. A rincuorarla è Megan, in un bar: il suo album era terribile nella produzione, ma i testi erano perfetti. L'episodio finisce con Jude che canta per i clienti del bar.
- Guest star: Craig Warnock (Paegan Smith), Kristin Fairlie (Megan), Tatiana Maslany (Zeppelin), Cassie Steele (Blu), Kyle Riabko (Milo), Samantha Somer Wilson (Kadijah), Cle Bennett (produttore del reality show), Christopher Gaudet (Wally), Ian Blackwood (Kyle).
- Canzone dell'episodio: Alexz Johnson - Live Like Music
- Riferimento del titolo: il titolo fa riferimento all'omonima canzone di Elvis Costello.

## Fine di un amore
- Titolo originale: Possession
- Diretto da: Graeme Campbell
- Scritto da: Sean Carley

Tommy è tornato e Jude è molto agitata per questo. Così chiede consiglio a Megan, che insiste sul farle dimenticare il suo ex. Tommy sta producendo la colonna sonora dello show di Karme e Speed e non ne è molto contento. Il fatto è che grazie all'insuccesso dell'album di Jude, di cui Tommy era co-produttore, Darius lo ha messo a lavorare sulla sigla di uno show. Quando lo dice a Jude, lei ne resta male. Megan la convince così a bruciare tutto ciò che le ricordava Tommy, per poterlo dimenticare. Zeppelin è molto gelosa delle attenzione di Jamie verso Blue, finché capisce che lei lo sta solo usando per tornare alla G-Major: le due iniziano a picchiarsi, e Jamie interviene prendendo le difese di Blue. Ma quando scopre di essere stato usato, le scioglie il contratto e chiede scusa a Zeppelin, baciandola. Tommy non resiste più a produrre una sigla televisiva, e se la prende con Speed e Karma, finché non rompe un vetro dello studio musicale con la chitarra del cantante. Speed ne parla con Jude, e lei cerca di calmare Tommy, riuscendoci e riappacificandosi con lui. Alla fine dell'episodio, Jude canta la sua canzone dal tetto della sala prove.
- Guest star: Kristin Fairlie (Megan), Tatiana Maslany (Zeppelin), Cassie Steele (Blu), Cle Bennett (produttore del reality show), Christopher Gaudet (Wally), Ian Blackwood (Kyle).
- Canzone dell'episodio: Alexz Johnson - Higher Ground
- Riferimento del titolo: il titolo fa riferimento alle omonime canzoni di Sarah McLachlan e dei Bad English.

## È solo un reality
- Titolo originale: Every Breath You Take
- Diretto da: Thom Best
- Scritto da: Emily Andras

Karma porta Jude e Speed a vedere il cartellone del suo show, per la cui première è molto eccitata. Jude è alla G-Major e viene incastrata da Tommy in un torneo di poker ad un party organizzato da Darius. Alla première del suo show, Karma si presenta col suo vestito da matrimonio e molto eccitata, ma rimane scioccata quando scopre che viene fatta passare per la "cattiva" e Speed come vittima. Rimane ancora più depressa quando viene attaccata da ragazze munite di cartelloni pronte a difendere Speed e quando vede il cartellone di inizio puntata vandalizzato. Cerca così una mossa pubblicitaria per tornare in buona luce, pensando addirittura di adottare un bambino. Ma la vera idea le viene al party di Darius, dopo esser stata insultata per la sua performance: invia a Jude e a Speed due biglietti identici, dicendogli di incontrarsi nel guardaroba, dove poi va con le telecamere e accusa i due di una relazione in realtà inesistente. Karma e Speed litigano, e lei lo caccia dal suo show e dalla sua vita. Alla fine, il produttore del reality per consolarla le regala un cagnolino, mentre Speed chiede a Jude se può stare a casa sua per un po'.
- Guest star: Tatiana Maslany (Zeppelin), Cle Bennett (produttore del reality show), Christopher Gaudet (Wally), Ian Blackwood (Kyle).
- Canzone dell'episodio: Cory Lee - Ghost Of Mine
- Riferimento del titolo: il titolo fa riferimento all'omonima canzone dei The Police.

## Lo spot di Jude e Tommy
- Titolo originale: She Walks On Me
- Diretto da: Graeme Campbell
- Scritto da: Shernold Edwards

Jude è triste perché le critiche dei giornali hanno distrutto il suo album; inoltre lei vorrebbe rimasterizzarlo per una nuova pubblicazione, ma il problema sono i soldi per finanziare il progetto. Sadie ha un'idea: uno spot pubblicitario per uno shampoo giapponese. Megan non può credere che Jude sia disposta a fare questo, così le propone piuttosto di partecipare a un festival e di esibirsi, ma Jude non ha tempo di parlarne perché deve recarsi a registrare lo spot. Megan ha capito cosa Jude vuole fare, così finge di essere in pericolo e Jude accorre, rischiando di perdere l'ingaggio e nonostante gli avvertimenti di Sadie. Quando scopre che Megan ha mentito, non può crederci e non è più disposta a vederla. Ma ormai ha anche perso l'opportunità di girare lo spot, a meno che non convinca Tommy a partecipare con lei. Intanto Karma e Speed si recano a un programma senza sapere che parteciperanno entrambi, così cercano in ogni modo di far allontanare l'altro dallo studio televisivo: Speed ruba il cane di Karma, e Karma la chitarra di Speed. Durante le riprese, i due se li restituiscono a vicenda. Il produttore, vedendo gli ascolti registrati grazie alla loro presenza, li fa tornare a vivere insieme, ma i due avranno ognuno un solo lato della casa, e saranno divisi da una linea.
- Guest star: Kristin Fairlie (Megan), Tatiana Maslany (Zeppelin), Cle Bennett (produttore del reality show), Christopher Gaudet (Wally), Ian Blackwood (Kyle).
- Canzone dell'episodio: Cory Lee - Ghost Of Mine
- Riferimento del titolo: il titolo fa riferimento all'omonima canzone dei The Police.

## Terapia di gruppo
- Titolo originale: Gimme Gimme Shock Treatment
- Diretto da: Graeme Campbell
- Scritto da: Jeremy Boxen

Jude propone a Darius la sua idea per una nuova pubblicazione del suo album, ma lui non accetta. Mentre sta riparando le moto con Tommy, i due si comportano come se non si fossero mai lasciati, e non si accorgono che Megan li spia da un po' ormai. Lo staff della G-Major si reca ad una sorta di "terapia di gruppo" per far fronte alla crisi che sta colpendo la musica. Anche Tommy parte, per cercare di convincere Darius a fargli riprodurre l'album di Jude, così la ragazza si ritrova a riparare la sua moto da sola, finché qualcuno non la narcotizza. Quando si risveglia, si trova incatenata nella sua cantina, imprigionata da Megan, che vuole "aiutarla" a salvare la sua carriera scrivendo insieme una canzone. Jude ovviamente non riesce a concentrarsi, minacciata da Megan con una sparachiodi. Alla fine le rivela di star male quando Tommy le sta vicino, perché sa che con lui non funzionerà mai. Così Megan le dice di scrivere quello che prova nella canzone. Ma quando la sua carceriera le dice che quella era solo la prima di un nuovo album, lei manda a Jamie un messaggio in codice tramite Megan stessa. Al raduno della G-Major, Darius sembra molto interessato a Sadie, e Kwest ne è molto geloso; quando i due devono fingere di essere l'uno nei panni dell'altro, Kwest capisce di non essere l'uomo giusto per Sadie e si lasciano. Quando lei torna a casa, Megan cerca di imprigionare anche lei, ma viene interrotta da Jamie, Speed e Zeppelin che le impediscono di fuggire e chiamano la polizia. Jude, liberata, la saluta sotto gli occhi delle telecamere accorse davanti a casa sua mentre viene portata via e rompe l'hard disk su cui aveva registrato la canzone. In sala prove, Tommy le mostra un giornale su cui Jude è in prima pagina: ora è famosa da costa a costa per essere stata vittima di una fan impazzita. I due si baciano.
- Guest star: Kristin Fairlie (Megan), Tatiana Maslany (Zeppelin), Cle Bennett (produttore del reality show), Christopher Gaudet (Wally), Ian Blackwood (Kyle).
- Canzone dell'episodio: Alexz Johnson - 2 AM
- Riferimento del titolo: il titolo fa riferimento all'omonima canzone dei Ramones.

## Io sono una Rock Star!
- Titolo originale: London Calling
- Diretto da: Graeme Campbell
- Scritto da: Jeremy Boxen

La casa di Jude è assediata dai media e Sadie li supplica di lasciarli vivere in pace. Alla G-Major, Darius ha cambiato idea sul remix dell'album di Jude, dato che è ormai famosa; così lei si mette al lavoro con Tommy. Karma viene convinta dal produttore dello show di fare uno spin-off solo su di lei, lasciando Speed definitivamente. Mentre Jude è in sala prove, una donna le propone un contratto per una casa discografica di Londra: è al settimo cielo, e quando lo dice a Tommy, lui vuole seguirla e le chiede di sposarlo. Quando però Jude comincia a progettare la loro vita insieme a Londra senza consultarlo, litigano un'altra volta. Karma capisce che ama veramente Speed e manda al diavolo il produttore, picchiandolo. Alla fine, però, lui si ripresenta a casa loro, con un ordine di sfratto e promettendo di denunciarli per non aver rirpettato i propri contratti. Jude sta tenendo un concerto: nel backstage, Tommy la raggiunge e le propone di cantare insieme, dichiarando al mondo che si sposeranno. Ma quando Jude sale sul palco, capisce cosa vuole veramente e decide di partire senza Tommy.
 Dopo aver dato un ultimo saluto a Sadie e a Jamie, si allontana in macchina, con Tommy che la saluta da lontano.
- Guest star: Tatiana Maslany (Zeppelin), Cle Bennett (produttore del reality show), Christopher Gaudet (Wally), Ian Blackwood (Kyle), Alex Belcourt (Nicola).
- Canzone dell'episodio: Alexz Johnson - The Music
- Riferimento del titolo: il titolo fa riferimento all'omonima canzone dei The Clash.